# Kathryn Kuhlman
Kathryn Kuhlman, född 9 maj 1907 i Concordia i Missouri i USA, död 20 februari 1976 i Tulsa i Oklahoma, var en evangelist med tonvikt på helande. Hennes möten besöktes av tusentals människor runt om i världen. Hon hade också under många år ett tv-program "Jag tror på under", och ett radioprogram som sändes varje vecka. 
Kuhlman föddes i Concordia, Missouri. Hon blev pånyttfödd kristen vid fjorton års ålder vid en gudstjänst i metodistkyrkan. Efter första året på gymnasiet flyttade hon från Concordia och kom senare att börja predika i kyrkor i Idaho. 1933 flyttade hon till Colorado och började hålla möten i Denver. Där träffade hon den resande evangelisten Burroughs A. Waltrip, och de inledde ett förhållande. Waltrip skilde sig från sin dåvarande fru och gifte sig med Kuhlman 1938. Denna skandal innebar slutet för Kuhlmans verksamhet i Denver. Paret separerade 1944 och skilde sig 1948. Kuhlman gifte aldrig om sig.
Senare fortsatte hon sitt predikande i Pennsylvania där uppgifter om mirakulösa helanden vid Kuhlmans möten började florera, och hon började predika i radio och TV. Under 1960-talet började hon även verka i Kalifornien, där hon höll möten i Shrine Auditorium i Los Angeles. Kuhlman besökte Sverige 1969, då hon bland annat hade möten på Frölundaborgs isstadion, Göteborg, i Jönköping och i Stockholm. Hon dog av hjärtproblem 1976.
Kuhlman har gett ut flera böcker.  Hennes stora framgångar har väckt både beundran och kritik. 1972 fick hon audiens hos påven Paulus VI i Rom som uppmuntrade henne i hennes tjänst. Benny Hinn uppger henne som inspiration. Andra har ifrågasatt hennes påstådda helanden.